# Übelbach, Steiermark
Übelbach är en ort och kommun i Österrike. Den ligger i distriktet Graz-Umgebung i förbundslandet Steiermark,  140 km sydväst om huvudstaden Wien. 
Kommunen består av fyra orter/ortsdelar (Ortschaften) (inom parentes invånarantal 1 januari 2024):
- Kleintal (133)
- Land-Übelbach (659)
- Markt-Übelbach (1 079)
- Neuhof (204)